# 戴多禄一世
教宗德奧一世（拉丁語：Theodorus PP. I；？—649年5月14日）是於642年11月24日至649年5月14日在位的教宗。他可能是一个在耶路撒冷出生的希腊人。640年他被教宗若望四世提升为总主教。
教宗德奧一世任期内最主要的任务是与被看作是異端的基督一志论的斗争。他拒绝承认君士坦丁堡主教保祿二世的主教地位，企图向拜占廷帝国皇帝施加压力，但没有达到多少作用。648年他甚至革除了保祿的教籍，加剧了东正教与天主教的分裂。

## 譯名列表
- ：梵蒂冈广播电台[永久]作。
- ：香港天主教教區檔案　歷任教宗作。